# Borsodi Búza
A Borsodi Búza a Borsodi Sörgyár Zrt. ma már nem forgalmazott söre, amelyet 2011-2012 között gyártottak.

## Áttekintés
A gyártó első búzasöre volt, mely meglehetősen szokatlan módon, jellege ellenére, pektint és kukoricagrízt is tartalmazott a búzamaláta mellett. Alkoholtartalma 4,6% volt. A sör főként e gyártási furcsaságai miatt nem fogyott jól, és a gyártó ezért hamar le is állt a forgalmazásával.
A Kontár Komlókutató szerint illata kellemesen búzasörös, íze azonban jellegtelen, a legvégén utóízként megjelenő kukoricagríz azonban tisztán és értelmetlenül hangsúlyozódik ki. A Sörtesztek blog írójának tetszett, mert könnyeden fogyasztható, még a blog kommentelőinek megjegyzései ellenére is. Ez azonban csak az üvegesre igaz, a dobozost a blog szerzője is borzalmasnak ítélte meg.